# Монголија на Светском првенству у атлетици на отвореном 2023.
Монголија је учествовала на 19. Светском првенству у атлетици на отвореном 2023. одржаном у Будимпешти од 19. до 27. августа шеснаести пут. Репрезентацију Монголије представљала су 4 атлетичара (3 мушкарца и 1 жена) који су се такмичили у маратону. ,.
На овом првенству такмичари Монголије нису освојили ниједну медаљу нити су остварили неки резултат.

## Учесници
| Мушкарци: - Бјамбајав Цевенравдан — Маратон - Сер-Од Бат-Очир — Маратон - Џемсран Олонбајар — Маратон | Жене: - Khishigsaikhan Galbadrakh — Маратон |  |

## Резултати

### Мушкарци
| Атлетичар             | Дисциплина | Лични рекорд | Квалификације      | Квалификације      | Финале   | Финале       | Детаљи |
| Атлетичар             | Дисциплина | Лични рекорд | Резултат           | Место              | Резултат | Место        | Детаљи |
| --------------------- | ---------- | ------------ | ------------------ | ------------------ | -------- | ------------ | ------ |
| Бјамбајав Цевенравдан | Маратон    | 2:09:03      |                    |                    | 2:30:28  | 59 / 60 (85) |        |
| Сер-Од Бат-Очир       | Маратон    | 2:08:50 НР   | Нису завршили трку | Нису завршили трку |          |              |        |
| Џемсран Олонбајар     | Маратон    | 2:08:58      | Нису завршили трку | Нису завршили трку |          |              |        |

### Жене
| Атлетичарка               | Дисциплина | Лични рекорд | Квалификације | Квалификације | Финале      | Финале       | Детаљи |
| Атлетичарка               | Дисциплина | Лични рекорд | Резултат      | Место         | Резултат    | Место        | Детаљи |
| ------------------------- | ---------- | ------------ | ------------- | ------------- | ----------- | ------------ | ------ |
| Khishigsaikhan Galbadrakh | Маратон    | 2:32:09      |               |               | 2:35:38 ЛРС | 31 / 65 (78) |        |